# Bibliothèque nationale du Luxembourg
Die Bibliothèque nationale du Luxembourg (BnL; deutsch Nationalbibliothek Luxemburg) ist die Nationalbibliothek von Luxemburg. Sie wurde in ihrer jetzigen Form im Jahre 1899 gegründet und ging aus einer Reihe von verschiedenen Einrichtungen aus dem 18. Jahrhundert hervor. Sie befindet sich im Stadtteil Kirchberg von Luxemburg-Stadt. Die Luxemburger Nationalbibliothek ist eine öffentliche Einrichtung, die dem Ministerium für Kultur untersteht.
Die Luxemburger Nationalbibliothek besitzt 1,8 Millionen gedruckte Dokumente und ist damit die größte Bibliothek in Luxemburg. Die Sammlungen der Bibliothek umfassen sowohl gedruckte als auch digitale Dokumente, wie Bücher, Manuskripte, Zeitschriften, Zeitungen, Magazine, Datenbanken, Karten, Briefmarken, Drucke, Zeichnungen und Partituren luxemburgischer Komponisten. Etwa drei Viertel des Inhalts, insbesondere der wissenschaftlichen Ressourcen, stammen aus dem Ausland.
Als Pflichtexemplarbibliothek erhält die Luxemburger Nationalbibliothek Kopien von Büchern und anderen gedruckten und digitalen Dokumenten, die in Luxemburg veröffentlicht wurden. Sie ist auch die nationale ISBN-, ISSN-, ISMN- und ISNI-Agentur des Landes.

## Geschichte
Am 1. April 1798 wurde die Schulbibliothek „Bibliothèque de l'École centrale“ auf der Grundlage eines Gesetzes vom 25. Oktober 1795 gegründet. Fünf Jahre später, am 28. Januar 1803, wurde sie zur Stadtbibliothek von Luxemburg-Stadt und änderte ihren Namen in „Bibliothèque de Luxembourg“. Durch das Haushaltsgesetz vom 28. März 1899 wurde sie schließlich in „Bibliothèque nationale de Luxembourg“ umbenannt. Dieser Name wurde bis Oktober 2019 beibehalten.

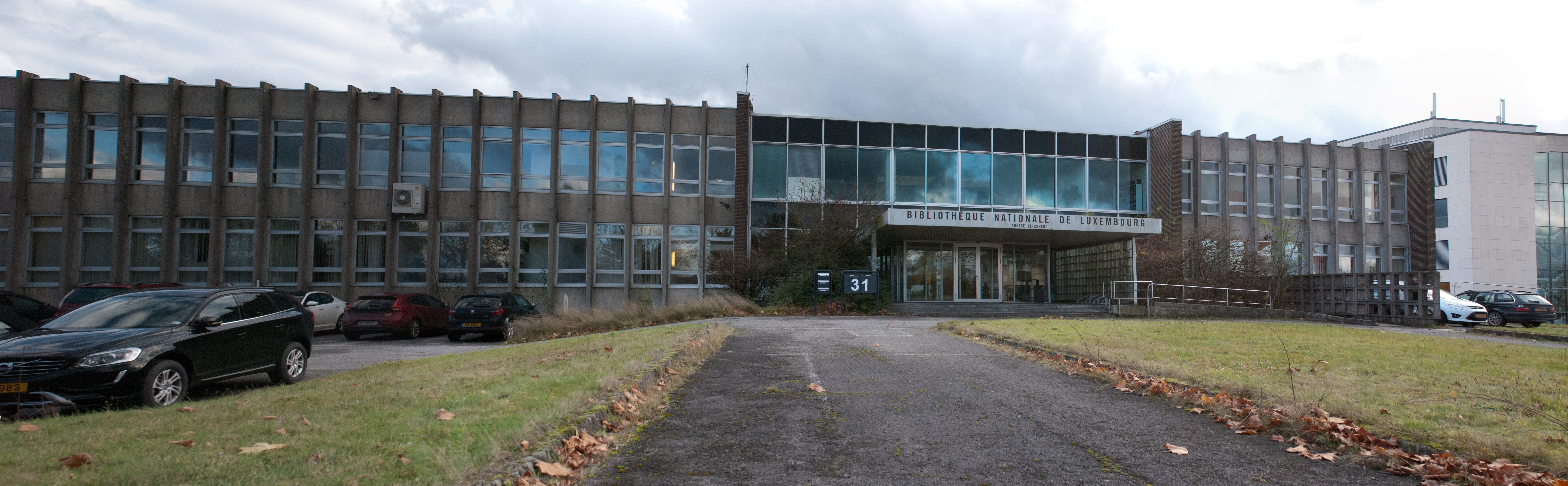
Ehemaliges Verwaltungsgebäude der Nationalbibliothek auf dem Kirchberg

Seit 1973 befindet sich die Luxemburger Nationalbibliothek im renovierten Gebäude des früheren „collège jésuite“ neben der Luxemburger Kathedrale Notre-Dame am Boulevard Roosevelt. „Ein Kilometer Bücher“, so Kulturministerin Octavie Modert auf Anfrage des LSAP-Abgeordneten Ben Fayot, sei durch die desolaten Zustände im Untergeschoss der Nationalbibliothek durch Befall mit weißem Schimmel beschädigt worden. Mehr als die Hälfte davon musste daher 2010 aus dem bibnet.lu-Katalog aussortiert werden.
Das Gesetz vom 18. April 2013 legt anschließend den Bau eines Gebäudes fest, das den funktionalen Anforderungen einer Nationalbibliothek des 21. Jahrhunderts entspricht und nicht nur den Erfordernissen der Erhaltung und Aufwertung des geistigen Erbes Luxemburgs, sondern auch den neuen Bedürfnissen der Öffentlichkeit und der künftigen Generationen gerecht wird. Als die Luxemburger Nationalbibliothek am 1. Oktober 2019 die Türen ihres neuen Gebäudes auf dem Kirchberg für die Öffentlichkeit öffnete, änderte sie ihren Namen in Bibliothèque nationale du Luxembourg, der seither verwendet wird.

## Aufgaben und Services

### Bibliothek des Kulturerbes
Als wichtigste Bibliothek des Landes hat die Luxemburger Nationalbibliothek die Aufgabe, das luxemburgische Erbe in allen Wissensbereichen zu sammeln, zu katalogisieren, zu bewahren und aufzuwerten. Sie tut dies durch das Pflichtexemplargesetz sowie durch die Vervollständigung ihrer Sammlungen durch den Erwerb von Dokumenten, die im Ausland von luxemburgischen Bürgern, Autoren oder Einwohnern veröffentlicht wurden oder die auf andere Weise mit dem Land verbunden sind. Darüber hinaus erstellt und veröffentlicht sie jährlich eine Nationalbibliografie der Publikationen, die durch Pflichtexemplare in die Sammlung gelangt sind. Die Luxemburger Nationalbibliothek verwaltet auch Sondersammlungen, wie z. B. Handschriften, seltene und wertvolle Dokumente, Drucke, Karten, Fotos, Musikalien und Künstlerbücher.
Die Nationalbibliothek Luxemburgs bewahrt diese Sammlungen nicht nur auf, sondern erforscht sie auch und veröffentlicht regelmäßig Publikationen, wie z. B. die Reihe „De Litty“, die das musikalische Erbe Luxemburgs für Lehrer und die jüngere Generation zugänglich machen soll. Darüber hinaus kuratiert und veranstaltet die Luxemburger Nationalbibliothek selbst oder in Zusammenarbeit mit anderen Einrichtungen Ausstellungen, Veranstaltungen und Konferenzen, die für das Kulturerbe von Bedeutung sind.

### Forschungs- und wissenschaftliche Bibliothek
Die Luxemburger Nationalbibliothek ist eine bedeutende Forschungs- und wissenschaftliche Bibliothek, die neben ihrer Luxemburgensia-Sammlung auch nicht-luxemburgische Publikationen von wissenschaftlichem und kulturellem Wert katalogisiert, aufbewahrt und aufwertet. Analog zu ihrer Tätigkeit als Bibliothek des Kulturerbes gibt die Luxemburger Nationalbibliothek auch Publikationen heraus und organisiert Ausstellungen, Konferenzen und Veranstaltungen, um ihre nicht-luxemburgischen Sammlungen aufzuwerten.

### Zugänglichkeit
Die Luxemburger Nationalbibliothek ist beauftragt, einen möglichst großen Teil ihrer Bestände einer möglichst großen Zahl von Personen zugänglich zu machen, sei es durch Ausleihe, Konsultation vor Ort oder durch den Einsatz moderner Datenübertragungstechnologien. Während sich jeder kostenlos bei der Nationalbibliothek Luxemburgs anmelden kann, sind die Heimleihe und der Zugang zu den digitalen Ressourcen Personen ab 14 Jahren vorbehalten, die in Luxemburg oder in den Nachbarregionen wohnen, sowie Studenten, die an einer vom luxemburgischen Staat anerkannten Hochschuleinrichtung eingeschrieben sind.

### Koordination des Konsortiums
Das Konsortium Luxemburg dient dem Erwerb und der Verwaltung von elektronischen Publikationen. Sein Angebot ermöglicht es, eine breite Palette von Publikationen der Wissenschaft, der Forschung, den Behörden und der breiten Öffentlichkeit zur Verfügung zu stellen. Die Nationalbibliothek von Luxemburg koordiniert das Konsortium Luxemburg und kümmert sich um die Verwaltung, das Software-Management, den Zugang und die Verhandlung von Lizenzen und Abonnements.
Mitglieder des Konsortiums sind neben der Luxemburger Nationalbibliothek die Universität Luxemburg, das Luxembourg Institute of Science and Technology (LIST), das Luxembourg Institute of Health (LIH), das Max-Planck-Institut Luxemburg, IFEN und SCRIPT.
Die Regierungsbibliothek bibgov.lu ist 2017 aus einer Kooperation zwischen der BnL, dem Ministerium für den öffentlichen Dienst und die Verwaltungsreform und dem Zentrum für staatliche Informationstechnologien (CTIE) hervorgegangen. Es stellt den Ministerien und staatlichen Verwaltungen spezialisierte digitale Ressourcen zur Verfügung.
Das Konsortium Luxemburg koordiniert und verwaltet auch das Projekt ebooks.lu, einen kostenlosen digitalen Buchverleih für E-Books und digitale Hörbücher in französischer, deutscher und englischer Sprache, der den Lesern der Nationalbibliothek, des Bicherbus und mehrerer öffentlicher Luxemburger Bibliotheken zur Verfügung steht.

### Koordinierung des Netzes
Seit 1985 koordiniert die Luxemburger Nationalbibliothek ein Netzwerk von 90 luxemburgischen Bibliotheken mit dem Namen „bibnet.lu“. Sie verwaltet die von den Mitgliedsbibliotheken verwendeten Softwaresysteme und -werkzeuge, koordiniert die Katalogisierungs- und Indexierungsarbeiten und verwaltet den nationalen Katalog. Die Luxemburger Nationalbibliothek bietet auch laufende Schulungen für die Mitgliedsbibliotheken und ihr Personal an.

### Bicherbus
Der Bicherbus ist ein mobiles Bibliothekssystem, das 81 luxemburgische Dörfer wöchentlich bedient. Die umgebauten Busse, in denen die Fahrgastsitze durch Bücherregale ersetzt wurden, verkehren auf mehreren Routen im ganzen Land. Seit dem 24. Juni 2010 wird das Bicherbus-Programm von der Luxemburger Nationalbibliothek verwaltet.